# Gayne Whitman
Gayne Whitman (19 de marzo de 1890 – 31 de agosto de 1958) fue un actor radiofónico y cinematográfico estadounidense. 
Nacido en Chicago, Illinois, actuó en 213 filmes entre 1904 y 1957. Para la radio, interpretó el papel del título en el programa Chandu the Magician.
Gayne Whitman falleció en Los Ángeles, California, en 1958. Fue enterrado en el Cementerio Forest Lawn Memorial Park de Glendale, California.

## Filmografía
- The Substitute Minister (1915)
- The Bluffers (1915)
- The Silver Lining (1915)
- The Solution to the Mystery (1915)
- The Red Circle (1915)
- Matching Dreams (1916)
- Time and Tide (1916)
- A Sanitarium Scramble (1916)
- A Woman of the Sea (1926)
- Finger Prints (1931)
- Heroes of the Flames (1931)
- The Sea (1933)
- Speaking of Animals and Their Families (1942)
- The Masked Marvel (1943)